# Aage Petersen (atlet)
 Der er flere personer med dette navn, se Aage Petersen.
Hans Frederik Aage Petersen (30. december 1883 i København – 1. april 1963 i Åbenrå) var en dansk atlet som startede karrieren i Freja Odense. Han flyttede 1912 til København, hvor han var medlem af KB (1912), Sparta (1913) derefter i Københavns IF.
Petersen deltog i OL 1906 i; 100 meter, 400 meter, højdespring, længdespring og længdespring uden tilløb, han gik ikke videre fra de indledende heat og nåede ikke finalen i springdisiplinerne. Han vandt seks danske mesterskabber i længdespring i perioden 1903-1916.
Aage Petersen var lillebror til Axel Johannes Petersen som deltog i OL 1908.

## Danske mesterskaber
- Guld 1916 Længdespring 6,59
- Sølv 1915 Længdespring 6,43
- Bronze 1914 Længdespring 6,17
- Sølv 1913 Længdespring 6,27
- Guld 1912 Længdespring 6,62
- Sølv 1911 Længdespring 5,90
- Bronze 1911 Trespring
- Guld 1910 Længdespring 6,14
- Sølv 1910 100 meter
- Sølv 1910 110 meter hæk 18.8
- Sølv 1910 Trespring 12,90
- Guld 1908 Længdespring 6,10
- Bronze 1906 Højdespring 1,40?
- Guld 1905 Hammerkast 30,45 ?
- Guld 1904 Længdespring 6,01
- Guld 1903 Længdespring 6,00

## Personlige rekorder
- 100 meter: 11.0 (1908)
- Længdesprng: 6.62 (1912).